# Gerson Pérez
Gerson Pérez ist ein guatemaltekischer Straßenradrennfahrer.
Gerson Pérez gewann 2006 bei der Vuelta de la Juventud Guatemala die vierte Etappe. Außerdem wurde er auf dem ersten Teilstück Dritter und auf der fünften Etappe nach El Tejar belegte er den zweiten Platz. Bei der nationalen Straßenradmeisterschaft wurde er guatemaltekischer Meister im Straßenrennen. Bei der Vuelta a Guatemala wurde Pérez 2006 Etappendritter auf dem ersten Teilstück auf dem Circuito Esquipulas.

## Erfolge
2006
- Guatemaltekischer Meister – Straßenrennen